# Такатокване
Такатокване (англ. Takatokwane) — населённый пункт сельского типа на юго-востоке Ботсваны, на территории округа Квененг.

## Географическое положение
Деревня расположена в центральной части округа, в пустыне Калахари, примерно в 80 км к северо-западу от города Джваненг.

## Население
По данным на 2013 год население деревни составляет 2207 человек.
Динамика численности населения деревни по годам:
| 2001 | 2013 |
| ---- | ---- |
| 1590 | 2207 |